# یواس‌اس تاواکونی (ای‌تی‌اف-۱۱۴)
یواس‌اس تاواکونی (ای‌تی‌اف-۱۱۴) (به انگلیسی: USS Tawakoni (ATF-114)) یک کشتی بود که طول آن ۲۰۵ فوت (۶۲ متر) بود. این کشتی در سال ۱۹۴۴ ساخته شد.